# 墾丁国家公園

墾丁国家公園の位置

墾丁国家公園（こんてい-こっかこうえん）は、1984年1月1日、台湾で最初に指定された国家公園。屏東県の台湾最南端にあたる恒春半島に位置し、陸地面積18,084ha、海域面積15,185ha、合計共33,269haである。公園は南北長約24km、東西約24kmであり全域が熱帯気候に属している。台湾を代表する観光地。

## 概要
墾丁国家公園は龍坑生態保護区、南仁山生態保護区、香蕉湾海岸林生態保護区、砂島浜生態保護区と鵝鑾鼻公園、龍磐公園、墾丁公園（墾丁森林遊楽区）、社頂自然公園、猫鼻頭公園、龍鑾潭公園とその他の山岳、森林、河川、海浜、湖沼や各名所旧跡や自然環境、文化、産業、歴史を紹介する幾つかの博物館や水族館などの施設からなる。
大まかに6つの地域にわかれ、1.北東に位置する南仁山や南仁湖を中心とした太平洋に臨む南仁山生態保護区、2.南東に位置する鵝鑾鼻の岬、3.ほぼ中心の墾丁公園の山岳地帯と裾野の周囲、4.墾丁の南の海岸線である南湾、5.西南に位置する猫鼻頭の岬、6.北西に位置する廣嘴の以北から後湾に至る台湾海峡の海岸線に沿った細長い地域である。
生態保護区は閉鎖期間や来訪者の人数制限があり、事前に中華民国山岳協会にて期間の問い合わせや入山許可や入園許可の申請が必要である。郵送なら30日前、本人が直接管理所に出向けば当日の許可判断がされる。
至近には恒春古城があり、近隣には四重渓温泉や大鵬湾国家風景区、小琉球風景区などがあり、墾丁国家公園と併せて台湾屈指の一大観光地となっている。

## 地理環境
墾丁国家公園は台湾最南端の恒春半島に位置し、東は「太平洋」、西は「台湾海峡」、南は「巴士海峡」（バシー海峡）と三面を海に面している。陸地は西部の亀山から南部の紅柴の台地崖と海浜地帯にかけれ伸びており、南部は龍鑾潭南側の猫鼻頭、南湾、墾丁森林遊楽区、鵝鑾鼻、東は太平洋沿岸の佳楽水、北は南仁山区を含んでいる。海域は南湾海域及び亀山から猫鼻頭、鵝鑾鼻を経て北部南仁湾の間、海岸長1kmの海域が広がっている。
墾丁国家公園は熱帯性気候区に属し、一年を通じて温暖な気温で熱帯植物が茂り、海域では珊瑚が群生している。
また、墾丁国家公園はちょうど北緯22度線上に位置しており、この北緯22度は世界の他の場所でいえば、ハワイのカウアイ島、南太平洋（南半球で南緯22度になる）のニューカレドニア（フランス領）のヌメア、イル・デ・パンと同じである。

### 「山岳」
北西から南東、南西から北西の順に記載。

#### 南仁山
墾丁国家公園の北東にある山岳。

#### 大尖石山周辺
大尖石山
正式名称は「大石尖」と称し墾丁のランドマークの一つである。草原中に岩石が突起しており、標高318mで墾丁半島区の最高海抜点となっている。
小尖石山
大尖石山のほぼ北2kmに位置する。
大山母山
小尖石山のほぼ東1,5kmに位置し標高325m
亀阿吠山
墾丁森林遊楽区の東1kmに位置し標高276m
門馬羅山
小尖石山のほぼ北1kmに位置し標高305m
港口山
小尖石山の東3,5kmに位置し標高296m
大円山
南湾に面し船帆石から北西へ1,5kmに位置し標高159m

#### 関山
猫鼻頭の岬の付根にあり、白沙湾の北、龍鑾潭公園の森林地帯の南西に位置する。

#### 亀山
墾丁国家公園の西側の入り口近くの台湾海峡海岸線付近にある標高72mの丘陵。

### 「湖沼」
北から南への順で記載。

#### 南仁湖
南仁山生態保護区の北にある湖。

#### 龍鑾潭
関山と大光の原子力発電所の北に隣接する湖。龍鑾潭の湖や周囲の森林地帯をあわせて「龍鑾潭公園」となっている。

#### 後壁湖
南湾海水浴場と猫鼻頭の南端のほぼ中間の海岸線に位置し北には大光の原子力発電所がある。南湾に接し後壁湖漁港がある。

### 「海浜」
北西から南東、南西から北西の順に記載。

#### 九棚湾
墾丁国家公園の北東端にある太平洋に面する湾。

#### 出風鼻
佳楽水と九棚湾の中間にある太平洋に面する岬。

#### 佳楽水
鵝鑾鼻灯台から佳鵝公路を北上し直線で約12km地点にある、太平洋に面する海岸。

#### 鵝鑾鼻
バシー海峡に接する台湾側の東端にある岬で東は太平洋に面する。詳しくは鵝鑾鼻を参照。

##### 香蕉湾
「芭蕉湾」ともいい、船帆石から屏鵝公路を鵝鑾鼻灯台へ約1,5km南下した所に位置する。日本統治時代は日本最南端の捕鯨基地であった。

#### 南湾
東は鵝鑾鼻の岬から西は貓鼻頭の岬まで直線で約10kmの範囲のバシー海峡に接する湾。

##### 後壁湖漁港
南湾海水浴場と猫鼻頭の南端のほぼ中間の海岸線に位置し、北には大光の原子力発電所があり、南湾に面する漁港。

#### 貓鼻頭
バシー海峡に接する台湾側の西端にある岬で西は台湾海峡に面する。東側の鵝鑾鼻と共に南湾を緩く囲む岬である

##### 白沙湾
台湾海峡に面し、貓鼻頭の北東に位置する湾。

#### 後湾以南から廣嘴までの台湾海峡側

##### 広嘴（広口蟹）
関山から北北西に約4kmの地点にある小港湾。

##### 万里桐
「万里洞」ともいい、廣嘴（広口蟹）から海岸線を約2km北上した地点にある海岸。

##### 後湾
墾丁国家公園の西北端にある湾。

### 「砂丘」

#### 九棚大砂漠
墾丁国家公園の北東端に位置し、鹿遼渓の河口付近にある砂丘。

#### 風吹沙
鵝鑾鼻灯台から約4km北上した太平洋に面する海岸にある砂丘。

### 「河川」

#### 鹿遼渓
南仁湖を水源とし北へ流れる。その後、九棚大砂漠の南沿って東へ流れ太平洋に注ぐ河川である。

#### 港口渓
小尖石山を中心とする山岳地帯を水源及び、分水嶺とし、北へ流れる。その後、渓谷沿いに東へ流れ最終的に佳楽水と風吹沙の中間から佳楽水よりの太平洋に注ぐ恒春東岸で最大河川である。

#### 石牛渓
小尖石山を中心とする山岳地帯を水源及び、分水嶺とし、南へ流れ、そのまま墾丁の東約1kmの地点の南湾に注ぐ河川である。

### 「幹線道路」

#### 省道26号線
省道26号線は省道1号線に接続し、恒春から鵝鑾鼻までを「扇鵝公路」といい、鵝鑾鼻から終点の佳楽水までを「佳鵝公路」という。また扇鵝公路は墾丁地区において「墾丁路」とも呼ばれる。
- 屏165号線 - 省道26号線の墾丁から北へ墾丁牧場、墾丁公園に至り、墾丁牧場付近から南へ船帆石付近の省道26号線に接続する道路。

#### 県道200号線
県道200号線は恒春を基点とし、大尖石山周辺の山岳地帯の北側をほぼ東に向かう、その後、港口橋付近から北上し南仁山生態保護区の東を通り、南仁山生態保護区の北部に沿ってまた東に向かう幹線道路である。
- 県道200甲号線 - 県道200号線の支線であり、港口橋から港口渓河口に至り佳鵝公路に接続する幹線道路である。
- 屏174号線 - 県道200号線から門馬羅山付近の山岳地帯へ南下する道路。終点は行き止まりである。

#### その他
貓鼻頭の岬を中心に網の目のように走る道路網。
- 屏153号線 - 貓鼻頭の岬の外周に沿うように走る道路。
- 屏156号線 - 恒春を基点とし東に向かう県道200号線に対し恒春を基点とし西に向かう道路。
- 他に屏158号線・屏160号線・屏161号線などの道路がある。

## 自然生態
墾丁は熱帯に位置し区内の動植物は豊かな生態を示している。統計によれば動物は4,246種、植物は1,560種が確認されている。恒春半島や香蕉灣のサンゴ礁や原生林の保護のため、「鵝鑾鼻公園」や「龍坑生態保護區」などの保護区が設置されている。

### 自生植物
- 固有植物 - 恒春半島特有の植物としては瓜葉馬兜鈴（コロバウマノスズクサ）、台湾紅豆樹（イチイの一種）、鵝鑾鼻大戟（トウダイグサの一種：学名 Chamaesyce garanbiensis (Hayata) Hara）、恒春鉄莧、南仁五月茶（ヤマヒハツの一種）、恒春金線蓮（キバナシュスラン：学名 Anoectochilus formosanus Hayata）、恒春石斑木（シャリンバイの一種）などの110種が挙げられる。学名のHayataは当時、台北帝国大学教授であった早田文蔵博士の命名による。
- 外来の植物 -

### 海洋生物

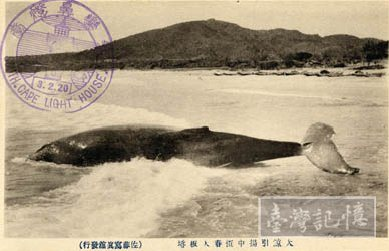
鵝鑾鼻付近の南湾での捕鯨

- 哺乳類 - かつて恒春半島では鯨やイルカを多くみることが出来た。毎年12月から翌年3月まで恒春西海岸の海口附近に鯨類を、冬季には恒春半島の沿海各地でイルカの群れを観察することが出来たとされる。日本の統治時代には南湾（中国語版）や鵝鑾鼻などに日本の捕鯨基地が設置され、台湾全土でも屈指の規模になった。その結果、近海を通過するマッコウクジラやシロナガスクジラ、ナガスクジラなどの大型鯨類だけでなく[4]、南湾や香蕉灣で越冬・育児を行っていたザトウクジラも殲滅された。[5][6][7]近年でも見られる代表的なものとしては、ハンドウイルカ、ハシナガイルカ、ハナゴンドウ、サラワクイルカ、マダライルカ、ミナミハンドウイルカなどが挙げられ、稀にシャチなども見られる[8][9][10]が、大型の鯨類はめったに見られない。[11][12][13]ジュゴンも、今日の台湾では絶滅したか機能的絶滅にあるとされ、台湾における最後の目撃記録のいくつかは、墾丁国家公園にて1950年代と60年代にあった。[14]
- 爬虫類 - タイマイ[15]
- 魚介類 - ジンベイザメ[16][17]、マンタ、オオメジロザメ[18]、出風鼻の岩場の磯に生息するホウライカラマツ、（蓬莱落葉松：カラマツガイの一種）。
- 海藻類・珊瑚 -

### 野鳥
310種類程度が確認されている。
- 固有の鳥 -

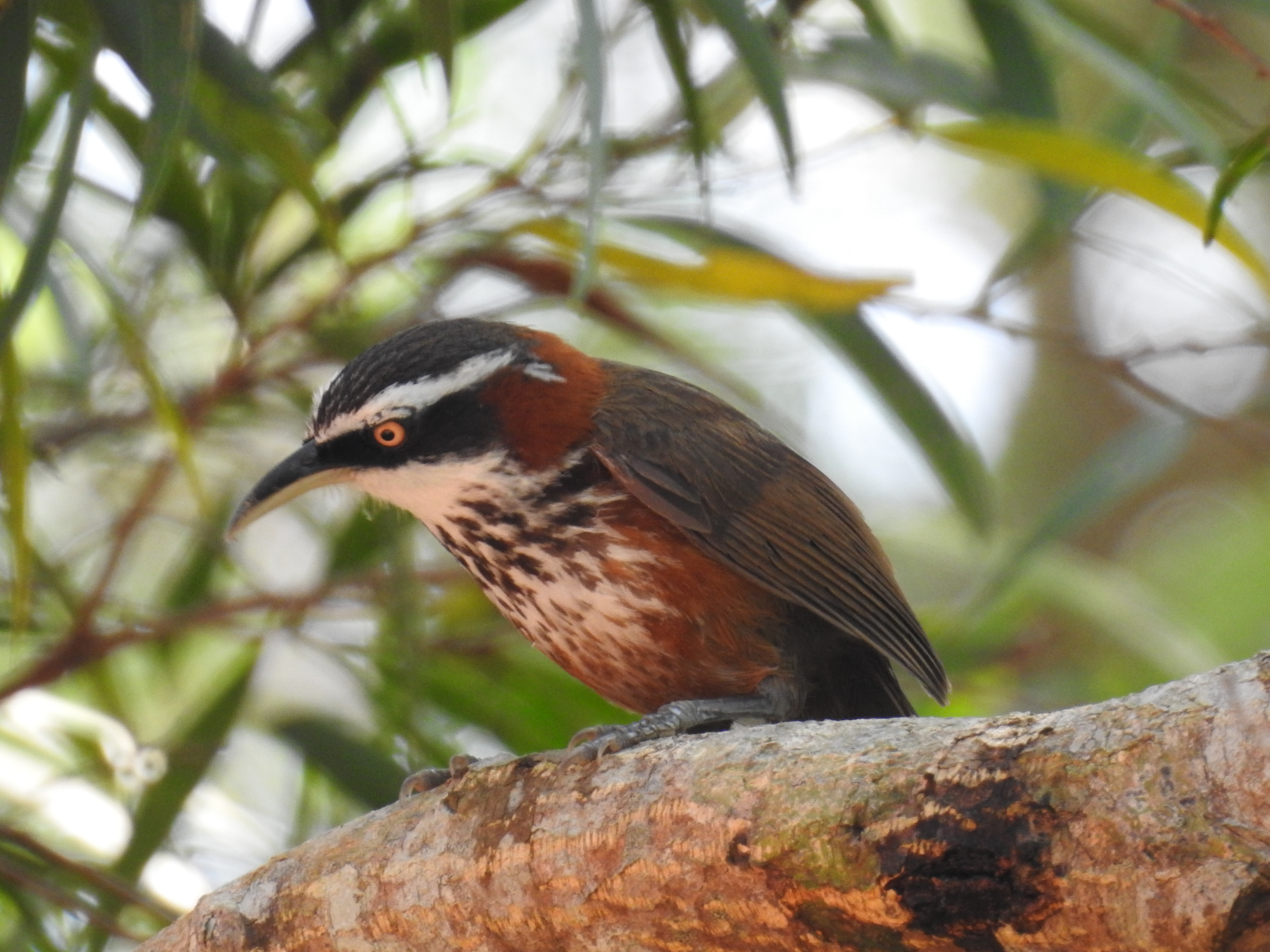
マルハシ

- 渡り鳥 - 里徳村一帯に棲息するサシバ（灰面鷲）や鵝鑾鼻公園一帯に9月頃、飛来するアカモズなど。シギ、チドリ、ガン、カモなどがシベリア、日本、中国から龍鑾潭の湖畔に飛来する。

### 陸棲動物

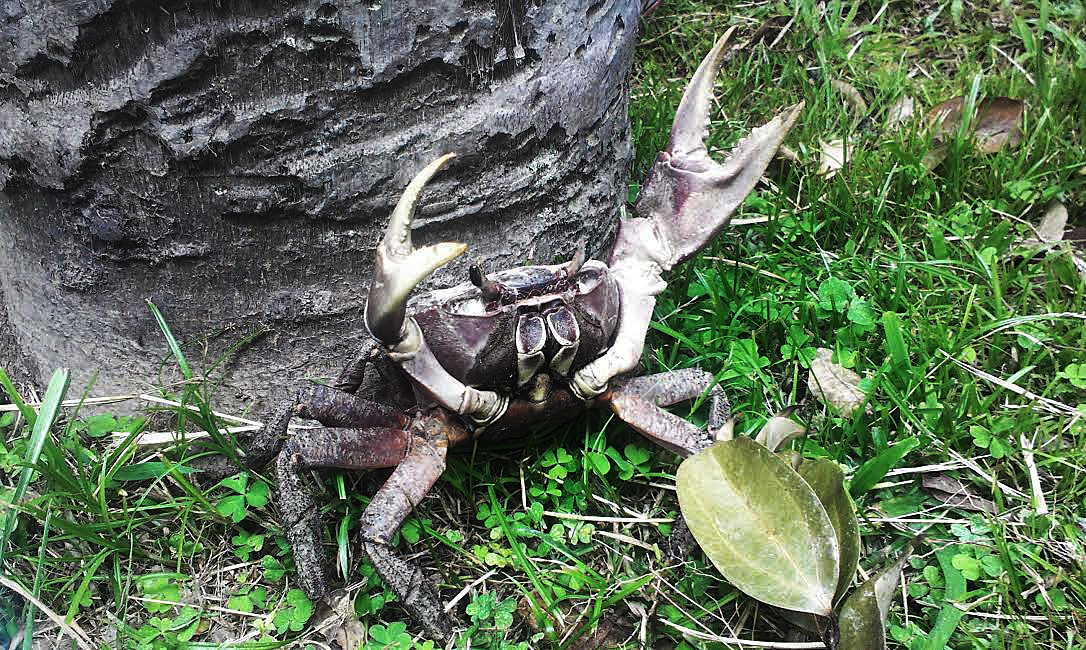
陸ガニ

- 哺乳類 - タイワンジカ（英語版、中国語版）、キョン、タイワンザル、イノシシ、ハクビシン、シナイタチアナグマ、半野生化した水牛などを含む34種類（5種類が同地域では絶滅、4種類は家畜の野生化）が確認され[19]、ミミセンザンコウは後に再発見された[20]。タイワンジカは、1969年に野生絶滅したが、最初の再導入が1994年に墾丁国家公園で実地された[21]。
- 爬虫類と両生類 - 59種類が確認されている。
- 淡水魚 - 21種類が確認されている。
- 甲殻類 - 約26種類の陸ガニが棲息し、同一の地域に見られるものとしては世界でも屈指の多様性である[22]。
- 昆虫類 - 216種類のチョウを含む非常に多種の昆虫類が見られる。[23]南仁山は台湾でも有数のチョウの観察で、1年を通じて数十種類のチョウを見る事ができる。

## 観光
観光の地理案内
墾丁国家公園は台湾の最南端の恒春半島の先端にあり、イルカの尾ヒレの様な形をしており、ヒレの先端の西が猫鼻頭の岬、東が鵝鑾鼻の岬であり、ヒレの中央の窪んだ部分に南湾海水浴場がある。主要幹線道路は屏鵝公路と佳鵝公路であり、屏鵝公路は四重渓温泉を経て恒春から南南東に南湾海水浴場に向かい、その後海岸線を南東に向かって鵝鑾鼻の灯台までであり、佳鵝公路は鵝鑾鼻の灯台から佳楽水に北上する海岸線を走る道路である。観光地は県道200号線の北東に南仁山生態保護区、西に出火があり、省道26号線においては猫鼻頭、関山、後壁湖漁港、白沙湾、万里桐以外は屏鵝公路と佳鵝公路の幹線道路周辺にある。商業地の中心は屏鵝公路の南湾海水浴場と鵝鑾鼻の灯台のほぼ中間の墾丁地区であり、学校や警察などもここにある
猫鼻頭の岬の付根に関山その北東に龍鑾潭が隣接している。南仁山、関山、亀山を除きそれ以外の山岳は小尖石山を中心に隣接する形で点在し、鵝鑾鼻の岬の付根からやや西よりに大きな山岳地帯をほぼ円形に展開している。その為、鵝鑾鼻の岬からその付根の山岳地帯の内陸には主要な道路がほとんど無く海岸線を走る屏鵝公路（省道26号線）、佳鵝公路（省道26号線）と門馬羅山の北にあり恒春から港口橋までの県道200号線と港口橋から港口渓の河口を東西につなぐ県道200甲号線に三方を囲まれた形になる。それに対し猫鼻頭周辺は起伏が少なく周辺住民の住宅地となっているので網の目の様に細かく県道の屏公路が整備されている。南仁山生態保護区は省道26号線が佳楽水で終点となっており、海岸線に道が無いため、県道200号線から内陸を北上しなければ行くことが出来ない。
観光の要素特徴
青く澄んだ珊瑚礁の海や熱帯性の植生や独特の珊瑚礁石灰岩が作り出す風景や景観、温暖な気候など共に豊かな漁場による新鮮なシーフードや干物、南国の様々なフルーツ、台湾南部で盛んなアイガモの養殖など豊富な食材による料理があり、また台湾でも第三位の茶所で港口付近で作られる港口茶が名産となっている。最良のリゾートや観光地として知られ、特にマリンスポーツなどが楽しめ、世界有数でありながら比較的空いている、サーフポイントやダイビングスポットが点在し潜在的な需要は高いといわれているが、高雄などに比べて割高な宿泊料金設定や鉄道の乗り入れが無いことが弱点となっていて、海外の観光客の需要は少ないといわれている。
ただし日本に対しては2007年9月より自動車免許の相互承認措置が実施されたことと、2008年3月よりビザなし滞在が30日から90日に改められたことにより、レンタカーの利用や長期滞在による割安な滞在施設の利用などが可能になり来訪邦人の増加が期待される。また2007年1月からの台湾高速鉄道（台湾新幹線）開通により、ほぼ最北にある台北からも高雄経由で鉄道、バスなどを乗り継げば最短で約5時間半のアクセスになり、最南端にもかかわらず、台湾国内でも身近になった観光地である。

### 1.南仁山生態保護区周辺（満州郷）
南仁山生態保護区周辺は、墾丁国家公園の管轄区域とは別に、古くから地名として、「満州」と呼ばれる龍磐公園から北の牡丹郷旭海までの地域に属している。詳しくは満州郷を参照。
墾丁国家公園は設立時には既に市街地、軽工業地、灌漑農業地、観光地であった事や道路の開発や原子力発電所が隣接するなど環境や自然の保護など様々な問題を内抱しているが、南仁山生態保護区はその広大な面積からも分かる通り、手付かずの自然そのものであり、砂丘、河川、滝、海岸、湖沼、丘陵、森林、遺跡といった墾丁国家公園の特徴をすべて備えている。それ故に自然保護やその回復のため閉鎖される期間も度々あり、入園の制限も少人数に止まっていて、交通網も整備されていないので移動に時間がかかるなど不便な面があるが、またそれが魅力ともなっている。レジャーやマリンスポーツを楽しむには物足りないが、自然と触れ合いながら健康促進のためのトレッキングを楽しむには最適といえるだろう。

#### 九棚大砂漠
南仁山生態保護区の南に位置する台湾最大の砂丘であり、砂は均質で風により吹き上げられ、様々な起伏を生み出し景観を豊かに形成している。特に冬場の東北から吹く季節風は砂丘が形成された起因ともなっている。また、この起伏に富んだ砂丘を観光資源として利用していて、レンタルされているジープやバギーカーで、最大40度の砂丘の傾斜を走破することができる。

#### 南仁湖
南仁山生態保護区は南仁山管理所を起点とし南仁湖までとなっていて、距離は4.3kmで徒歩の往復の時間としておよそ3時間くらいである。南仁湖は、鹿遼渓の水源となっている。手付かずの自然としての湖は、清涼な水を湛え鹿遼渓が、太平洋に注ぐまで透明で清らかな流れとなっている。鹿遼渓は恒春東岸で港口渓についで2番目に大きな渓流である。テナガエビやサギ、カモ、ガンなどの渡り鳥が生息し、水辺には湿地性植物や水生植物が繁茂し、湖の周辺には亜熱帯植物の森林が形成されている。

#### 南仁山
未開発の低海抜熱帯広葉樹林である南仁山森林があり、台湾の植物の1/3が自生し固有種も多い、気候分布も熱帯と亜熱帯に属する事と長期に渡る東北季節風の影響で、約2000mにある高山植物から低海抜熱帯雨林までの植生が標高500mの高度差の南仁山地域にあり、貴重な環境を持つ自然保護区である。植物の他、昆虫や動物も多種が生息し、固有種も多い、なじみのある動物として、サワガニ、アカガエル、コノハチョウ、ジョロウグモ、トカゲなどが見られる。台湾は面積比に換算したチョウの生息数は世界一位であり、チョウの観察では南仁山も台湾で有数で、温暖な気候により、1年を通じて数十種類のチョウを見る事ができる。

##### 南仁山石板屋
九棚湾側の南仁山の麓（ふもと）に位置する原住民の遺跡である。約700年前の石板を積んだ住居が四列に並んで約60戸あったとされるが、ほとんどが倒壊している。台湾原住民のパイワン族の住居に類似しており、屋内で豚などの家畜を飼育していた跡があり、屋外には祭壇が完全な形で残っている。

##### 七孔瀑布
満州郷に属し南仁山の西にある渓谷の渓流にある七つの滝をさす。駐車場が完備され、そこから遊歩道で渓谷を登っていく。一の滝と二の滝は約20mの崖に連続してある。三の滝は約11mの緩やか円弧を描く崖にあり、四の滝は約6mで白糸の滝といわれている。五の滝は約13mで真直ぐに一筋となって流れ落ちている。六の滝は、約10mで末広がりにおちる。七の滝は一番小さく、ひっそりとした印象である。

#### 出風鼻
出風鼻は佳楽水の北側、九棚村の南仁湾までの海岸線（全長約7km）の中間あたりに位置する。龍磐公園付近から太平洋に面する海岸線を眺めた時に最も突出した岬でもある。墾丁国家公園の海域管制区であり、何の設備もなく原始の姿を留めているため、道路が北からも南からも途中までしか整備されておらず、徒歩でしか行くことは出来ない。遠くから眺めると平らな土地に見えるが、海岸は海の浸蝕により形成された平らな台のような岩や巨大な卵石や表面の穴が蜂の巣のようになっている岩（蜂窩岩）があり、散策する上で注意が必要なほど足場の悪い場所もある。ここにある砂岩層には断層がはっきりと見て取れる場所が3ヶ所あり、2つの断層が将棋盤のような正方形を形作り、もう1つが斜めに重なるように走り、階段のような造形を生み出している。岩の海岸の磯部には沢山のホウライカラマツが生息し、近隣の漁民は好んでこの貝を獲っては水で煮たり、塩漬けにして食していて、出風鼻の特産物の一つとなっている。

#### 佳楽水

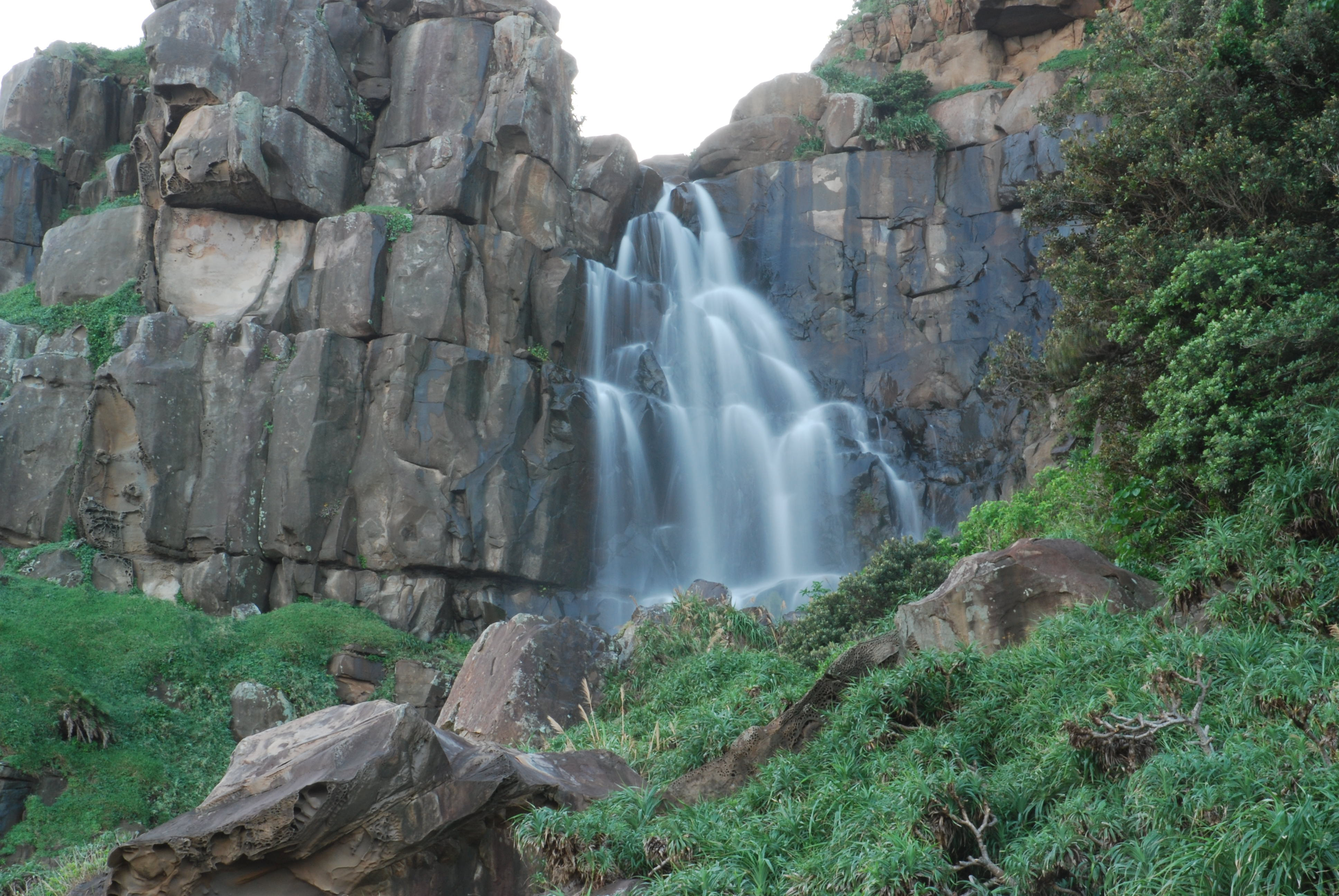
佳楽水

港口渓から海岸線をほぼ西に北上し約2kmに位置する。奇岩海岸と遊歩道と河川と滝からなる風景区である。元は「佳落水」と言いここにある滝を意味する台湾語であったが、蔣経国が、この地を訪れた時にのんびりした雰囲気から「落」に「楽」の字を当てたことにより改名され、由来となった滝にも「山海の滝」という名前が付けられ、観光地として脚光を浴びた。駐車場が完備されていて、そこから遊覧車で移動する。途中には展望台があり、ここからの眺めも絶景とされ、遊覧車の終点は山海の滝である。

##### 奇岩海岸

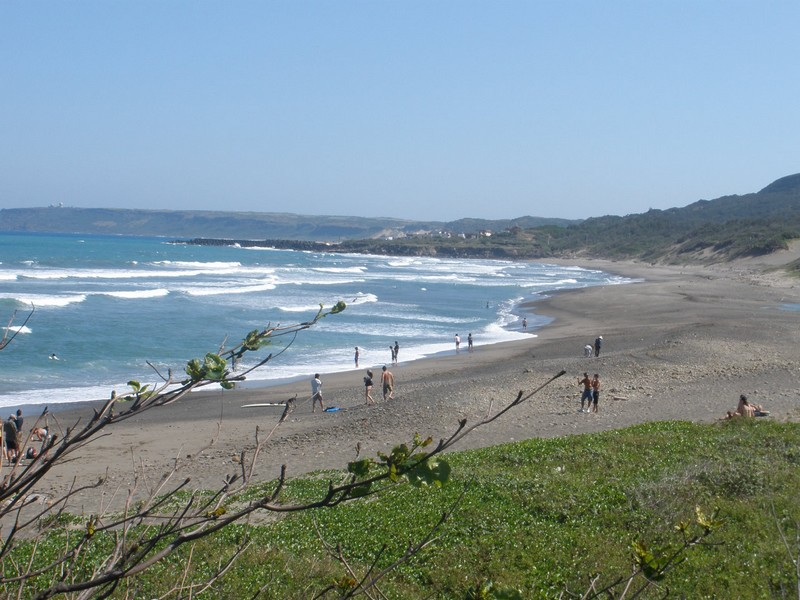
佳楽水海岸

佳楽水風景区に属している海岸線をさす。出風鼻と同じ地質で風雨や波浪により奇岩の海岸となっていて、ライオンやウサギと言った名称が岩や石や崖に付けられている。また、近年では墾丁国家公園周辺のサーフスポットの1つであり、土産物屋や売店と並んで、サーフショップもあり、休憩場も備えたサーファー向けの海の家もある。

### 2.鵝鑾鼻・鵝鑾鼻公園の周辺
鵝鑾鼻は屏鵝公路の船帆石から最南端の鵝鑾鼻灯台までの南湾およびバシー海峡に面する地域と佳鵝公路の鵝鑾鼻灯台から風吹沙までの太平洋に面する地域の岬である。海岸や珊瑚焦石灰岩に自生する熱帯性植物などが生い茂り、独特の地質が雨や海風や波などにより削られた奇岩、怪石や洞窟などがみられる。海水浴や釣りも楽しむことが出来、熱帯性植物を住処とする野鳥の観察なども出来る。海岸沿いにはコテージ風のコーヒーや台湾茶を提供する喫茶店や宿泊施設または、観光施設があり駐車場も完備されている。
鵝鑾鼻公園及び鵝鑾鼻先史時代遺跡については鵝鑾鼻を参照。

#### 鵝鑾鼻灯台

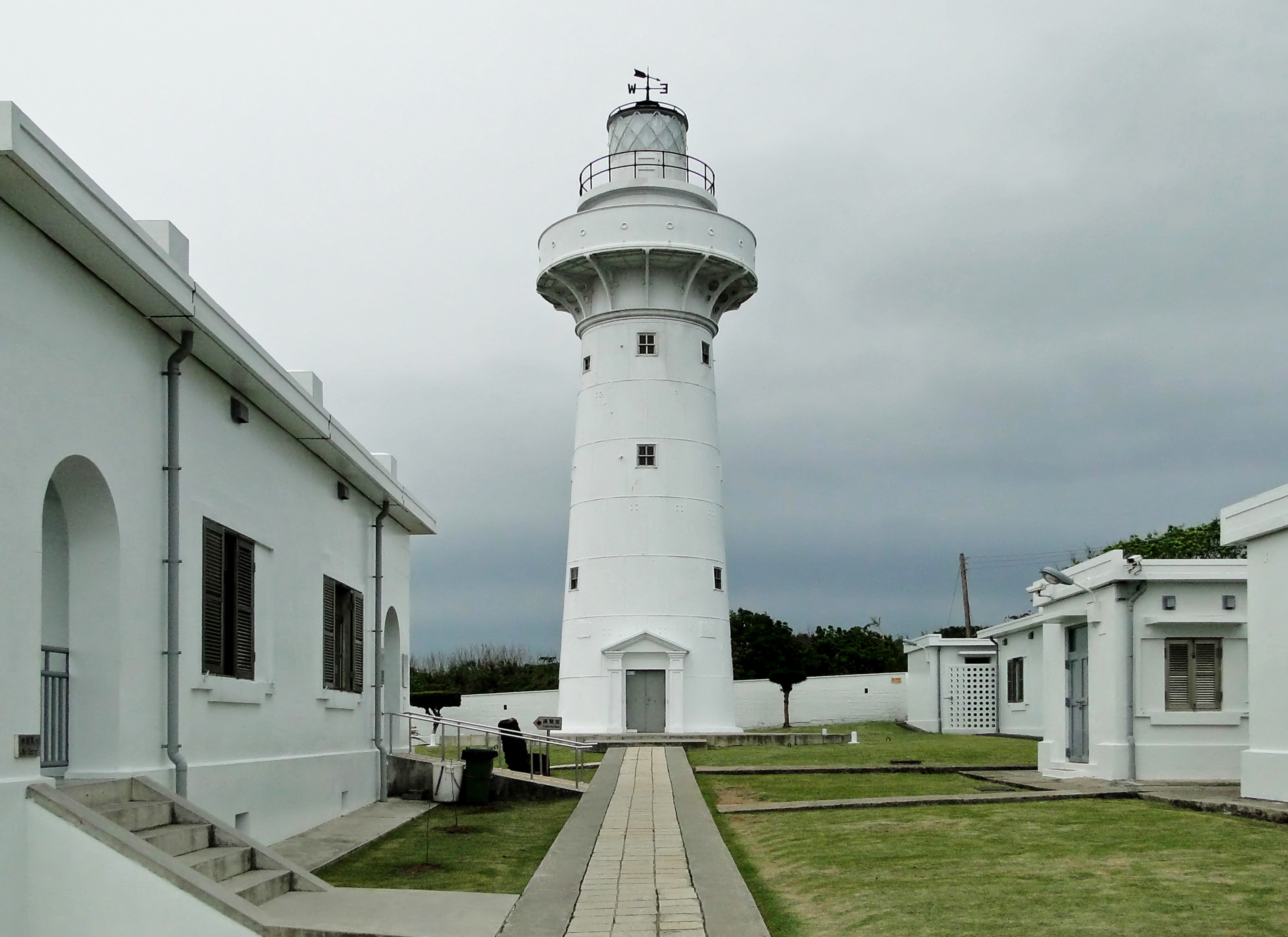
鵝鑾鼻灯台

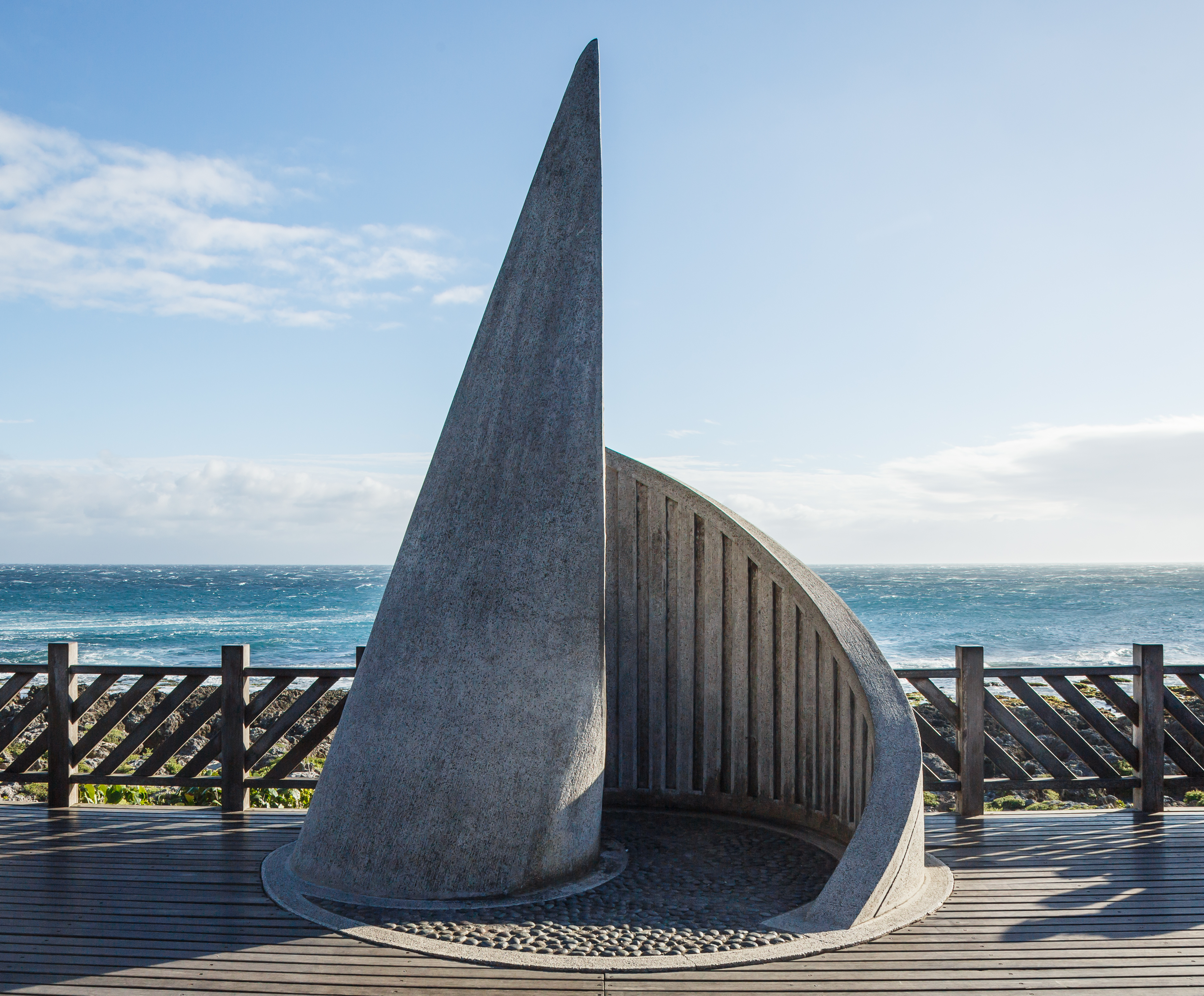
台湾最南端の碑

鵝鑾鼻灯台は台湾最南端の灯台である。現在は周囲一体が鵝鑾鼻公園となっているため、公園に入場しないと灯台まで行く事は出来ない。
19世紀中期、各国の船舶が鵝鑾鼻近海を航行する蔡に、外海七星嶼附近に座礁転覆するケースが後を絶たなかった。清朝は1883年、米英日などの要請により鵝鑾鼻灯台を完成させている。建設当時は世界唯一の武装灯台であった。日清戦争後、清軍は灯台を爆破して撤退したが、1898年に日本政府により再建された。しかし第二次世界大戦でアメリカ軍の空襲により再度破壊され、現在の灯台は戦後に再建されたものである。
灯台は白色の円柱形であり、灯台高さは24.1m、新式大型四等旋回照明を備え、1,800,000カンデラの光を10秒間隔で照射している。有効照射距離は27.2海里であり、現在台湾で最大出力の灯台として「東亜之光」の異名を有す。
なお、ここにも台湾最南点意象標誌（最南端の地の碑）がある。

#### 龍坑自然生態保護区
鵝鑾鼻の最東端に位置し龍坑珊瑚礁区とも呼称される。

#### 鵝鑾鼻活動中心
鵝鑾鼻灯台から佳鵝公路を風吹沙に向かい、北上したところの龍磐公園の近くにあるユースホステル。

#### 龍磐公園

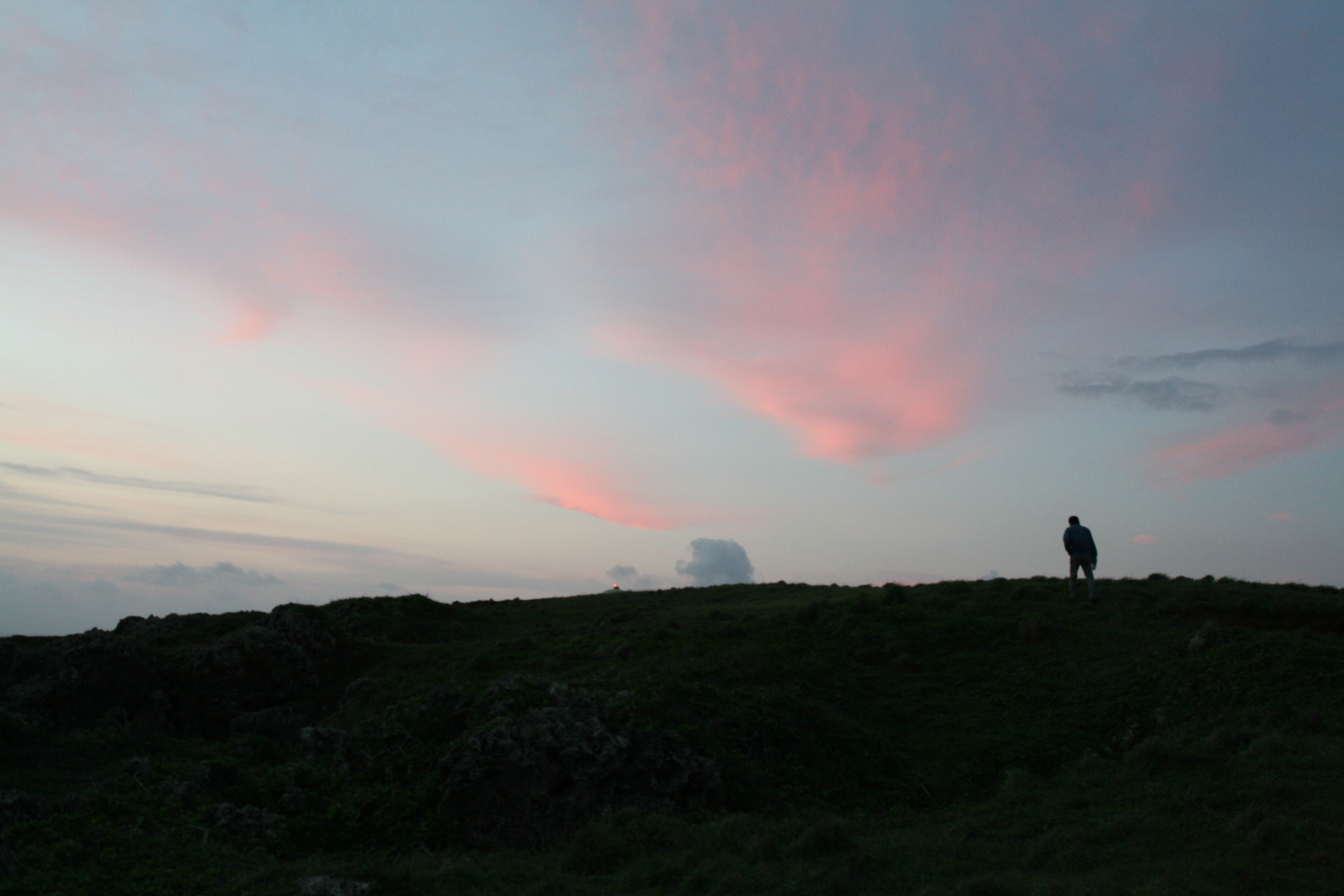
日の出時の墾丁龍磐公園

石灰岩の地盤が地殻変動によって隆起した海岸線にある断崖。海風や波や雨によって、脆い石灰岩の断崖が削られ様々な造形を生み出している。足場が悪い事と高所であるが、防護柵などの安全対策はとられておらず、人工物が無く景観は良いが散策には注意が必要である。佳鵝公路の鵝鑾鼻灯台と風吹沙の中間に位置する。

#### 風吹沙
風吹沙は佳鵝公路の鵝鑾鼻と佳楽水の中間点に位置し、鵝鑾鼻から約7キロの地点にある。
墾丁は主に珊瑚礁石灰岩の地質からなるが、唯一、風吹沙だけが赤土に砂の混じった地層となっている。その地盤や断崖を海風や波や雨が、長期に渡って浸食し、夏の雨季になると窪地に雨水が溜まり、侵食された地面が砂となって海岸に流出し、川のような流砂を作ることが知られている。また、一部では砂が崖の上から約70メートル下の海岸まで落下し、滝のようになる現象も見られる。そして海岸に流出した砂は断崖に向かう風によって舞い上がり、陸上に逆流するようになり、これが風吹砂の特殊な地形や砂丘を形作っている。
この砂丘は船帆石の後方の台地まで続くが、佳鵝公路が開通した事と林務局が木麻黄（モクマオウ）を植えたため、近い将来には熱帯性植物が繁茂し、砂丘の拡大は抑えられつつあることから、「砂が空を覆う光景」も見られなくなることが懸念されている。
「風吹沙」
赤土に砂の混じった地層が風雨（落山風）や波により浸食された地形やその侵食によって作られた砂による長さ1500メートル、幅200メートルの砂丘をさす。
「落山風」
冬の時期になると、恒春半島では山から東北に向かい季節風が吹き、季節と共に一層強くなる。この独特な自然現象によって起こる風を「落山風」と呼称している。

#### 香蕉湾海岸林
扇鵝公路（省道26号線）の船帆石から香蕉湾に至る長さ約1.5kmの海岸線にある熱帯性海岸森林（天然記念物熱帯海岸林）。この森林は生態保護区に指定されており、台湾における最低海抜の森林であり、台湾でも数少ない最も完全な状態の原生海岸森林でもある。この森林はフィリピン、マレーシアなど南洋群島の海岸植物の種子が、黒潮に乗って流れ着き繁殖したものであり、別名を「漂流林」ともいう。香蕉湾海岸林には合計202種類の野生の維管束植物（シダ植物）が茂っており、学術研究の対象になっている。国家公園に指定されてからは伐採などが制限されるようになった。
元々は南湾より鵝鑾鼻に至る長さ12キロ、約500ヘクタールも及ぶ深緑の熱帯性原生海岸森林であった。人口の増加に伴って、付近の住民が伐採して薪材として利用し、伐採の跡地を開墾してサイザル麻などの農地とした。そのため、この地域一帯の原生森林は、減少の一途をたどり、現状の長さ約1.5キロしか残っていないが、面積約2haの熱帯性原生海岸森林は今でも完全に保存されている。

### 3.大尖石山の周囲
大尖石山の周囲の山岳地帯も墾丁国家公園の中で大きな面積を占めるがほとんどが山岳であるため登山以外の観光としては、出火を除いて省道26号線と屏165号線付近に点在する。山岳地帯であるためどこも眺望がよく自然の中にあるので、都会の喧騒から逃れるには最適の場所である。また墾丁国家公園は1年を通し晴天率が高いので、標高が多少なりとも高く風通しの良い立地条件は、一つの魅力となっている。

#### 大尖石山
登山では墾丁森林遊楽区ゲートより入山し、墾丁牧場を経て稜線沿いのルートとなっていて、山頂までの往復所要時間は約3～4時間である。また、山頂からは恒春半島全域が眺望できる。ただし、山頂の中心部分である岩山の大石尖と大尖石山の麓に広がる墾丁牧場の一部を除いて、立ち入り禁止になっている。

#### 墾丁森林遊楽区

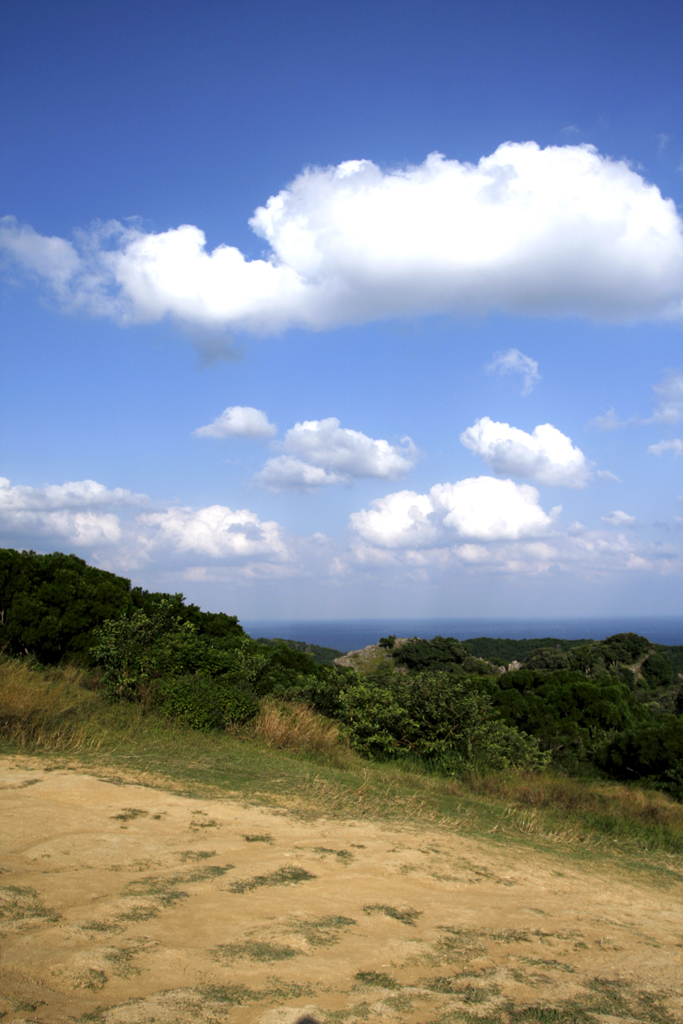
墾丁森林遊楽区

墾丁森林遊楽区（墾丁公園）はかつて「亀亜角」と称し、パイワン族「亀亜角社」の部落が存在していた。日本統治時代に熱帯植物513種が持ち込まれ、戦後は台湾省林業試験所恒春分所により「墾丁熱帯植物園」が経営され、1968年に墾丁森林遊楽区が成立した。墾丁森林遊楽区は海抜約230～300m、面積は約435haであり、墾丁国家公園の地区地部分の約2.5%を占める。現在76haが開発されている。
遊楽区は全域で隆起した珊瑚礁岩が広がる中、約1,200種の植物が確認されており、椰子、油脂、橡膠、薬用、熱帯果樹等の17観光エリアに分かれている。また在仙洞、銀龍洞等の鍾乳洞が存在している。

##### 墾丁牧場
大尖石山の麓の清代地区の斜面に出来た台湾最大の食肉牛の牧場であり、畜産試験所恒春分所に属している。北には大尖石山が望め南には、墾丁や南湾や猫鼻頭が望め恒春半島の南端が一望でき、緩やかな山の斜面地なので、何処にいても素晴らしい風景が広がる。東北からの季節風が牧草地に適していて、ウシの他、ヒツジや少数ではあるが馬が放牧されている。牧場の一部が開放されていて、名物の冷凍ステーキ肉やビーフジャーキーやヒツジの乳から出来たアイスキャンディーが売られている。

#### 社頂自然公園
社頂自然公園は墾丁森林遊楽区に隣接しており、墾丁国家公園の中で比較的新しく開発された公園である。珊瑚礁と植物群が主要な特色となっており、東北の季節風の影響を受けた珊瑚礁石上の樹木が、雕塑のある自然の芸術を形成している、園内には豊富な動植物と石灰岩洞窟及び珊瑚礁岩の亀裂による景観が広がっている。植物は329種以上、原生のウマノスズクサ科、ミカン科、キョウチクトウ科等の食虫植物が大量に分布している。またチョウは50種が確認され、チョウの観察に適している。

#### 出火

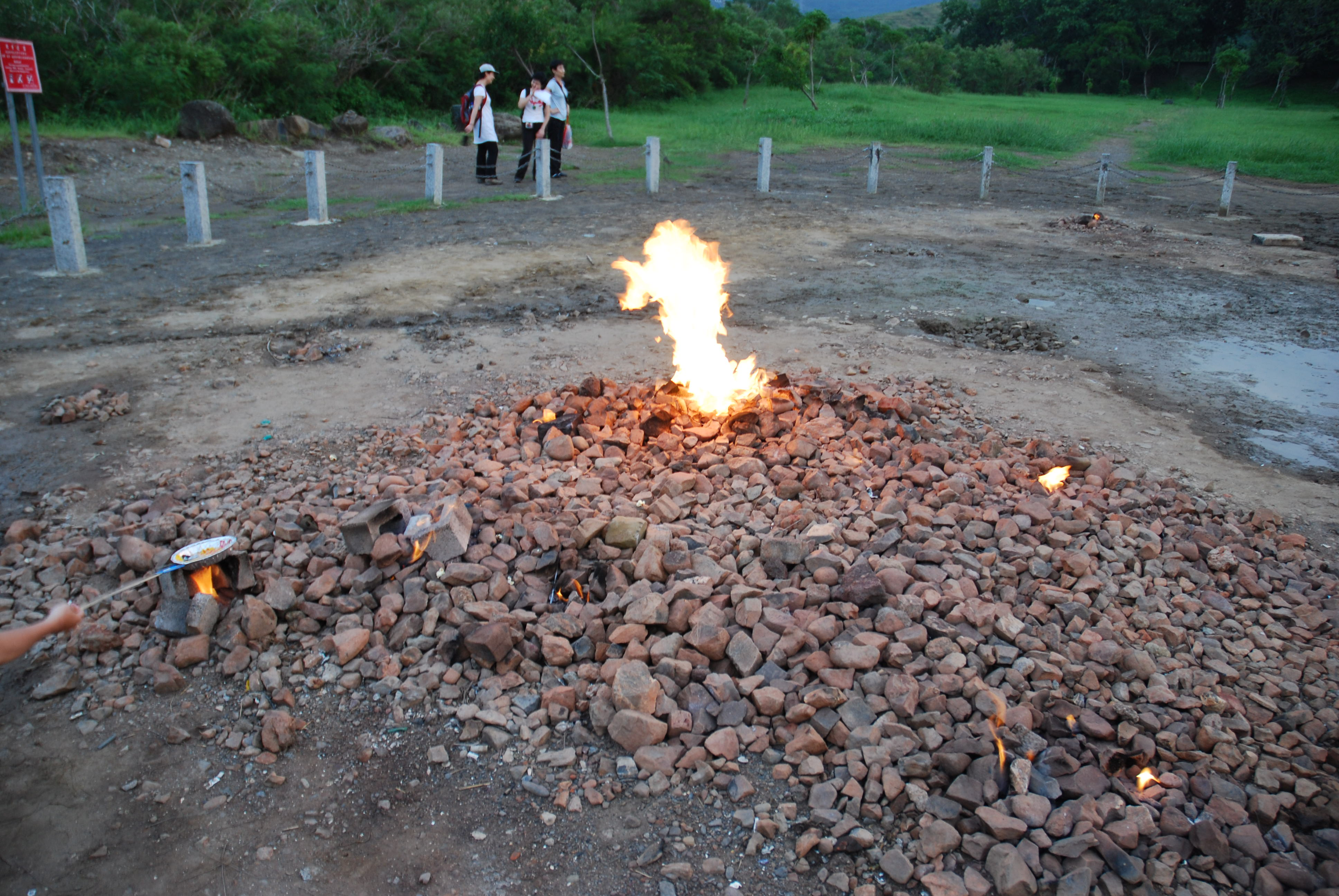
出火

墾丁国家公園の広大な地域の大部分の地下に天然ガスが埋蔵されており、そのガスの源となっている泥岩層は墾丁層と名づけられている。この天然ガスが噴出し、点火した状態を出火奇観といい、出火の地名の由来となっている。恒春東門城から約100メートルの地点にあり、ガスの噴出口は、定まっておらず、時期によって出火地域の中で移動する。危険なので噴出口の頻度の高い場所を柵で円形に囲っているが、その周囲からも地上に天然ガスがあちこちから噴出している。また、春から夏にかけては雨水が、噴出口を塞ぐことと、湿気により、火が弱くまた着火しない事もあるので、秋から冬が観光としては最適である。
昼間は、周囲で出火の火を利用した焼き芋や玉子が売られている。またアルミのフライパンに入ったポップコーンも売られており、観光客が思い思いに調理しているが、火力が把握できず炭にしてしまう人も多い。

### 4.南湾周辺

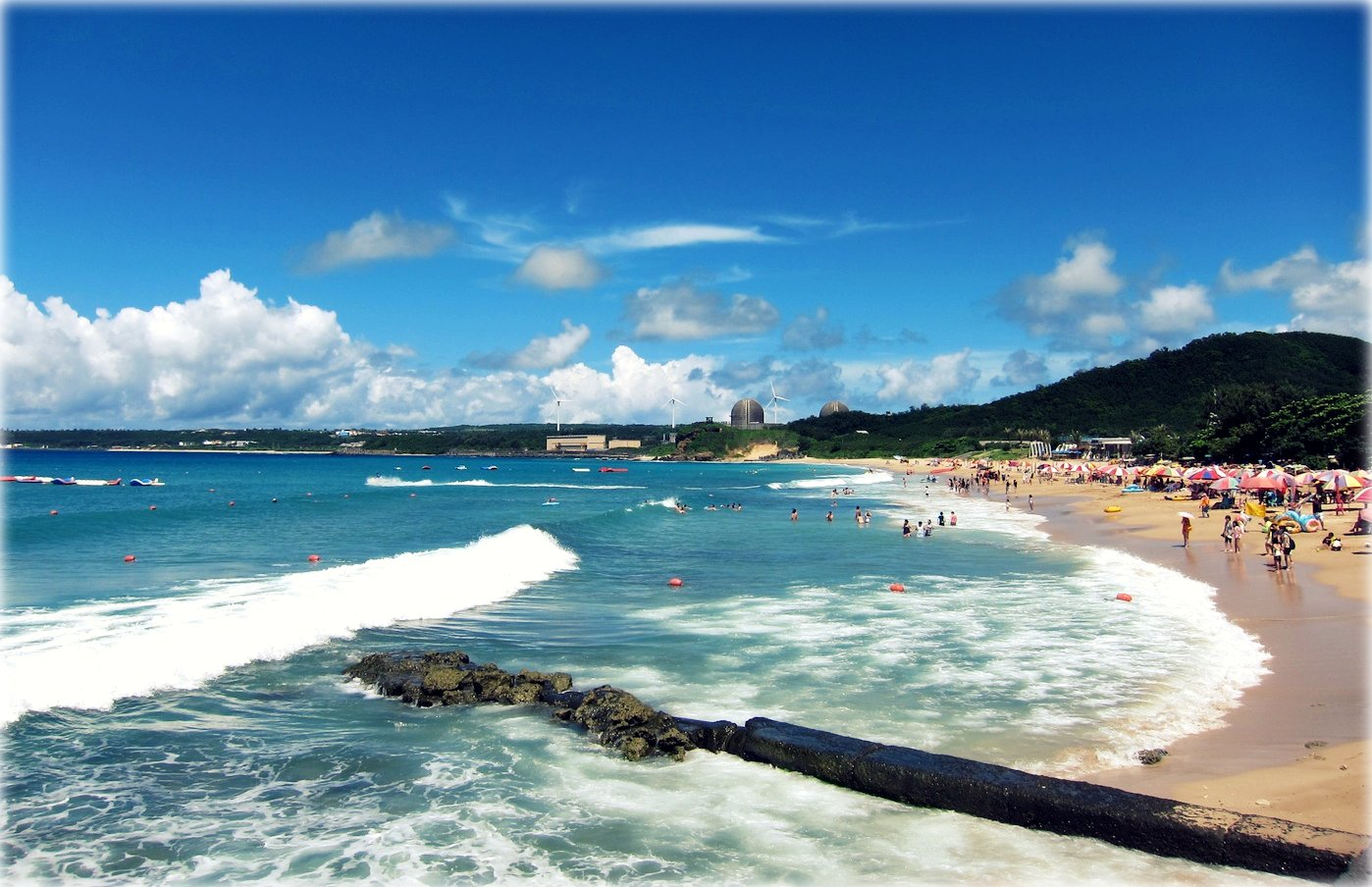
南湾

南湾は猫鼻頭の岬から鵝鑾鼻の岬までの湾であるが、猫鼻頭及び屏鵝公路の南湾海水浴場から船帆石までの範囲が海水浴場などが多数あり風光明媚であり、各海岸によりスクーバダイビングやサーフィンに適した場所がある。屏鵝公路の墾丁路付近は観光施設、宿泊施設やレストランが立ち並ぶ他、国家公園警察隊事務所、派出所や小学校やスーパーマーケット、コンビニエンスストアなど地域住民の主要生活圏や商業地にもなっていて、裏通りに入れば一般の民家が立ち並んでいる。墾丁路付近は高速バスや路線バスもここで多数の乗客が乗降する交通の基点ともなっている。

#### 南湾海水浴場
南湾海水浴場は南湾に面した海水浴場で、古くは「大板埒」と呼ばれ、海の青さから「藍湾」、白砂の輝きから「金沙湾」とも称されている。サーフポイントでもあり、ダイビングスポットにもなっていて、ウインドサーフィンやヨットも楽しめる。更衣室やシャワー、用具のレンタルショップやレストランや観光案内所もあり、近隣には宿泊施設としてコテージやバンガローが点在する。

#### 船帆石

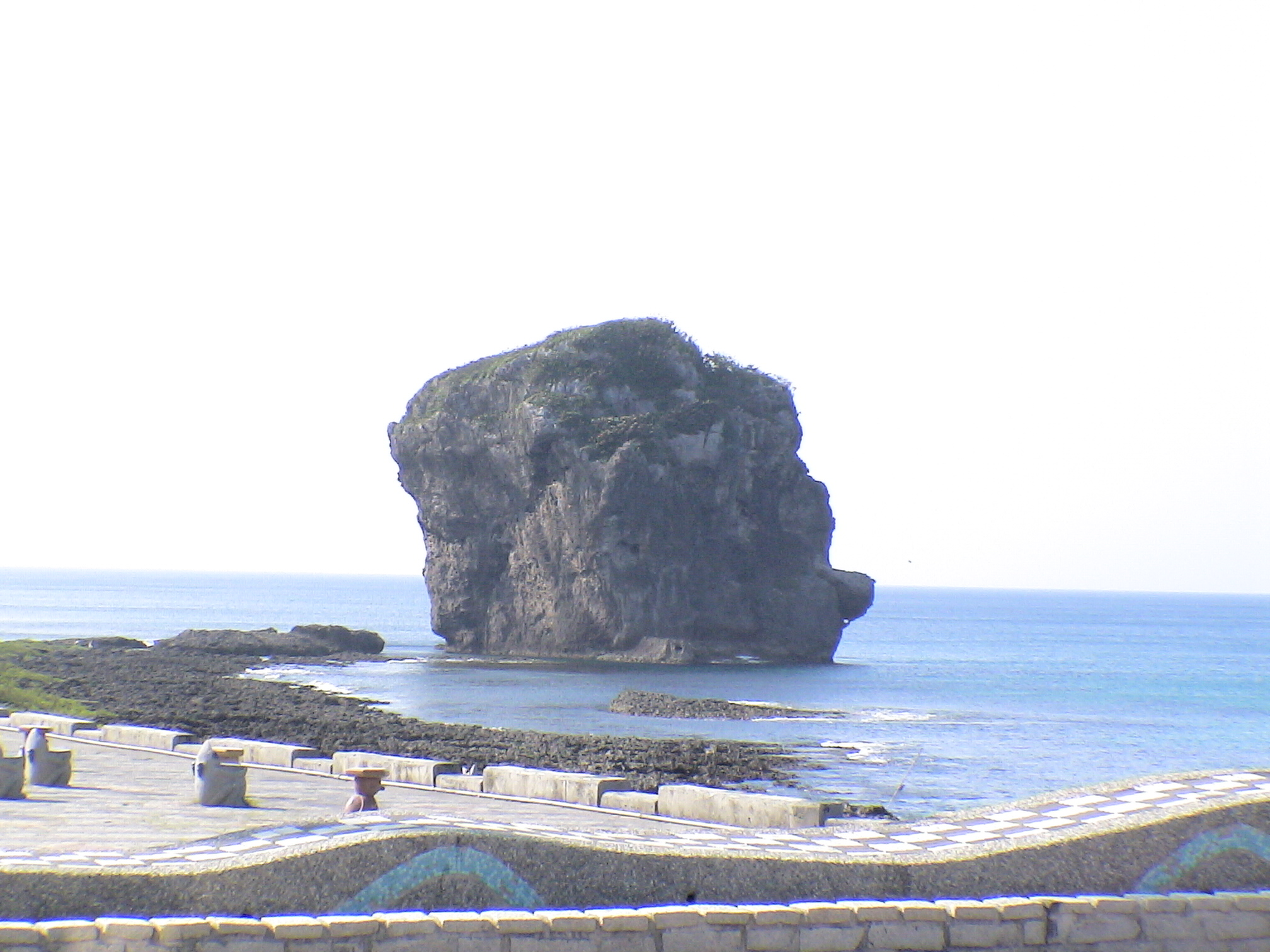
船帆石

屏鵝公路の南湾海水浴場から鵝鑾鼻のほぼ中間に位置する。
船帆石は高さ18m・周囲35mで、付近の珊瑚礁石灰岩の台地が、海岸まで転がり落ちたものが、風雨や波によって浸食された巨岩である。また岩質は初期の隆起珊瑚礁の石灰岩で堅いため、長期間海中に屹立している。この姿が帆船の帆のように見えることから船帆石と呼ばれている。また、近くで角度を変えて眺めるとアメリカの元ニクソン大統領の横顔に見えるとの事で最近では通称、「ニクソンの頭」とも呼ばれている。
この付近の海はダイビングに適していて、台湾だけでなく世界各地からダイバーが訪れるため、付近はレストラン、バーや宿泊施設などが作られ、次第に賑わいのある地域となりつつある。

#### 砂島（沙島）
砂島浜（沙島浜）
砂島浜は屏鵝公路39km地点に位置し、貝殻や珊瑚礁や珊瑚虫の炭酸カルシウムの部分やそれらが化石となったものが、波浪の浸食を受けて形成された砂が堆積した砂浜になっている。台湾では珍しい、珊瑚や貝殻の砂が98%にも上る砂浜で国宝級の資源とされている。その為、墾丁国家公園成立後は生態保護区に認定され、入域が禁じられている。
砂島貝殻砂展示館（沙島貝殻砂展示館）
砂島貝殻砂展示館は砂島浜の南側に位置し、墾丁国家公園管理処によって1993年に建てられた。砂島貝殻砂展示館では砂島浜の砂である貝殻砂を触れられるコーナーがあり、貴重な貝殻砂のさらさらとした触感を楽しむ事ができる。

#### 墾丁青年活動中心

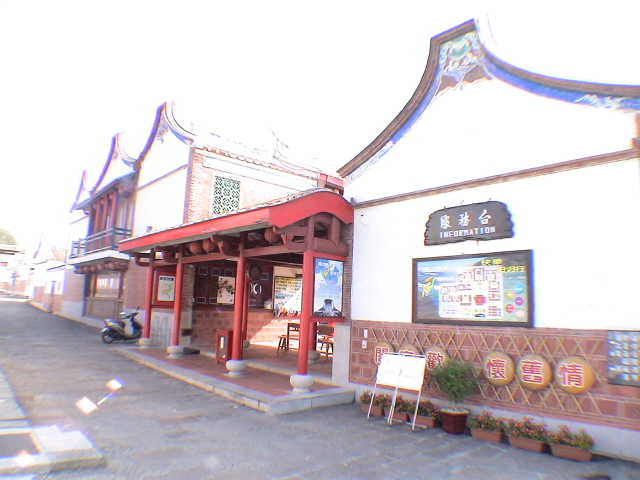
墾丁青年活動中心

墾丁青年活動中心は中国青年救国団が経営する宿泊及び会議の施設である。施設は17棟の建築物で構成されており三合院、三落院、四合院等の閩南式の伝統建築様式が採用されている。また各棟は台湾で一般的な堂号が命名され「閩南式建築住宅博物館」の異名を有す。敷地面積は24ヘクタール、三面を海に囲まれた見晴らしのよい立地となっている。励志書院活動中心は建築家漢宝徳により設計されている。

#### 墾丁先史時代遺跡
石牛渓の東側にある先史時代の遺跡。1903年に日本人の宮本延人によって発見され、約紀元前2000年前のものとで、多くの石棺が発掘された。台湾国内でも貴重で、盗掘や破壊などの被害をまったく受けていない、よく保存されている数少ない先史時代遺跡の一つである。尚、発掘された物の中には細縄文陶器と呼ばれる物があり、細縄文陶器は新石器時代の工芸技術や芸術的観点からも特徴的な表現手法とされる。

### 5.猫鼻頭周辺
猫鼻頭は後壁湖漁港から最南端の猫鼻頭の岬までの南湾及びバシー海峡に面する地域と猫鼻頭の岬から白沙湾までの台湾海峡に面する地域の岬である。猫鼻頭は台湾海峡とバシー海峡の境界地点にあり、鵝鑾鼻とともに、台湾最南の両端を成す。

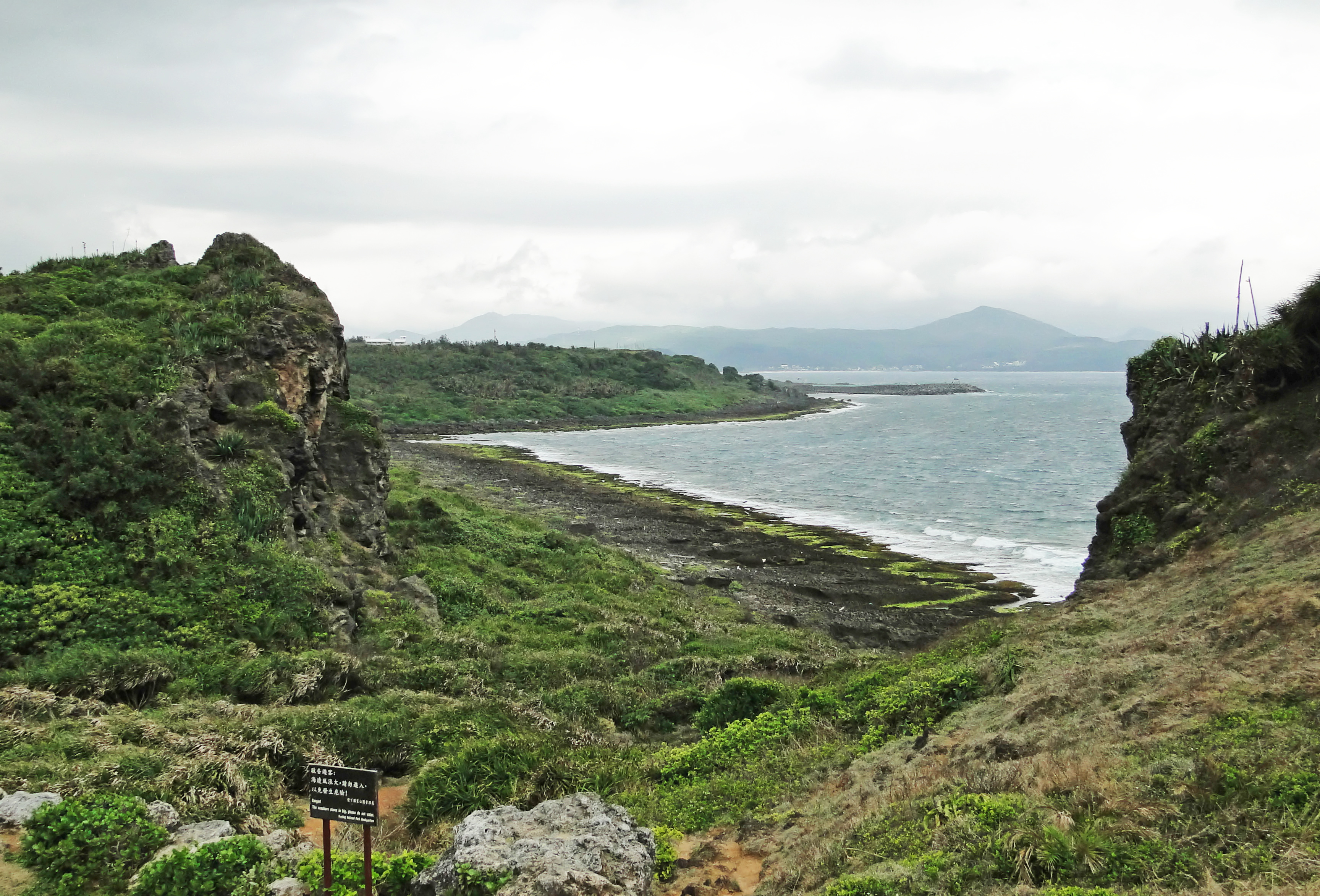
猫鼻頭岬

猫鼻頭は珊瑚礁石灰岩が波浪、風雨や塩の結晶、砂による侵食や長期間のゴカイ類や節足動物による溶解侵食で出来た海岸地形で、高所から俯瞰すると、スカートのプリーツのようにジグザグしたの鋭い海岸線から「スカート状の海岸線」とも呼ばれている。崖下にある南海洞口の前には、落下した珊瑚礁石灰岩が猫がうずくまるように座っているように見えるため、「猫鼻頭」と呼ばれる。猫岩の北側海岸には、侵食により自然が作り上げた、様々な形をした奇岩怪石が多く、南側海岸には蜂の巣のように浸食された平らな珊瑚礁の百畳敷が続いている。
猫鼻頭も海水浴や釣りなどが楽しめるが、鵝鑾鼻は近代的なリゾート地であるが、猫鼻頭の周辺には民家や共同住宅が立ち並び、海浜地域もどこか猟師町を彷彿とさせる雰囲気を持っている。

#### 猫鼻頭公園
猫鼻頭公園には、猫岩から北の高台（海抜100m）に、2つの展望台が設置されている。展望台からの眺めは「猫巌峙海」ともいわれ、恒春八景の一つに数えられている。とくに夕日の沈む黄昏時の風景は格別といわれる。砂浜や珊瑚礁の岩場での磯遊びや潮干狩り、海藻採りや磯釣り、スキンダイビングなどを楽しむことができる。

#### 潮音寺
潮音寺は1981年8月に、猫鼻頭の高台に建てられた約100坪の2階建ての白亜の仏堂で、釈迦牟尼仏が奉祀されている。前庭には、高さ約2mのブロンズ製の観音像が黒大理石の台座の上にあり、清国の時代から航海上の難所として世界各国の船舶や第二次世界大戦中日本を始め、各国のこの付近の海域で撃沈された船舶や艦艇と共に海没した人々慰霊のため建立された。
なお、建立にあたっては、第二次世界大戦中、バシー海峡でアメリカ軍の潜水艦によって撃沈した輸送船の数少ない生存帰還者である中嶋秀次の私財と遺族の募金によって、終戦後になされたものである。

#### 後壁湖漁港
後壁湖は墾丁国家公園内の最大の漁港で、第三原子力発電所の海岸線の西、恒春鎮大光里にあり、原子力発電所の東は南湾海水浴場がある。漁港といっても1984年に墾丁国家公園管理処が成立した後に管制区となり、観光事業を発展させるために観光行楽港として位置づけ整備し、漁業と観光を兼ね備えた湖にある港となっている。後壁湖漁港は台湾で最も大きなマリーナで350艘の船舶が停泊でき、マリーナと漁港は港の出入口を共用しており、外側が漁港、內側がマリーナとなっている。またヨット、モーターボート、水中観覧船など様々な観光船舶や水上オートバイ、ウインドサーフィン、パラセーリングなど、多くのマリンスポーツが楽しむことができ、内外の観光客で賑わっている。
この付近の漁場の毎年の漁獲量は非常に高く、台湾沿海の中で一番海洋生物が豊富な場所である。ソフトコーラルや色とりどりの熱帯魚が棲息しており、ハモ、蝦、貝類、海藻といった海洋生物もたくさん棲息している。夕方になると、漁船が帰港し新鮮な魚が水揚げされ、食材としてまたは海鮮料理店を目当てに地元客と観光客で賑わっている。

#### 龍鑾潭公園
龍鑾潭という湖と南西に隣接する原生林からなり、龍鑾潭の総面積は約1,750km2にもなる。また龍鑾潭を水源とした灌漑用水が張り巡らされており、周辺地域の水田地帯を作っている。秋や冬には渡り鳥が飛来し、台湾屈指の野鳥生息地区であるため、龍鑾潭の西岸にある自然センターには鳥類生態の展示館があり、多種にわたる鳥類の生態を紹介している。

##### 瓊麻展示館
瓊麻（サイザル麻）展示館とは龍鑾潭南岸に位置し、敷地面積は18ha。館内には日本統治時代の台湾繊維株式会社の宿舎跡や神社の鳥居、瓊麻製造工場が残り加工機等が展示されている。

#### 関山

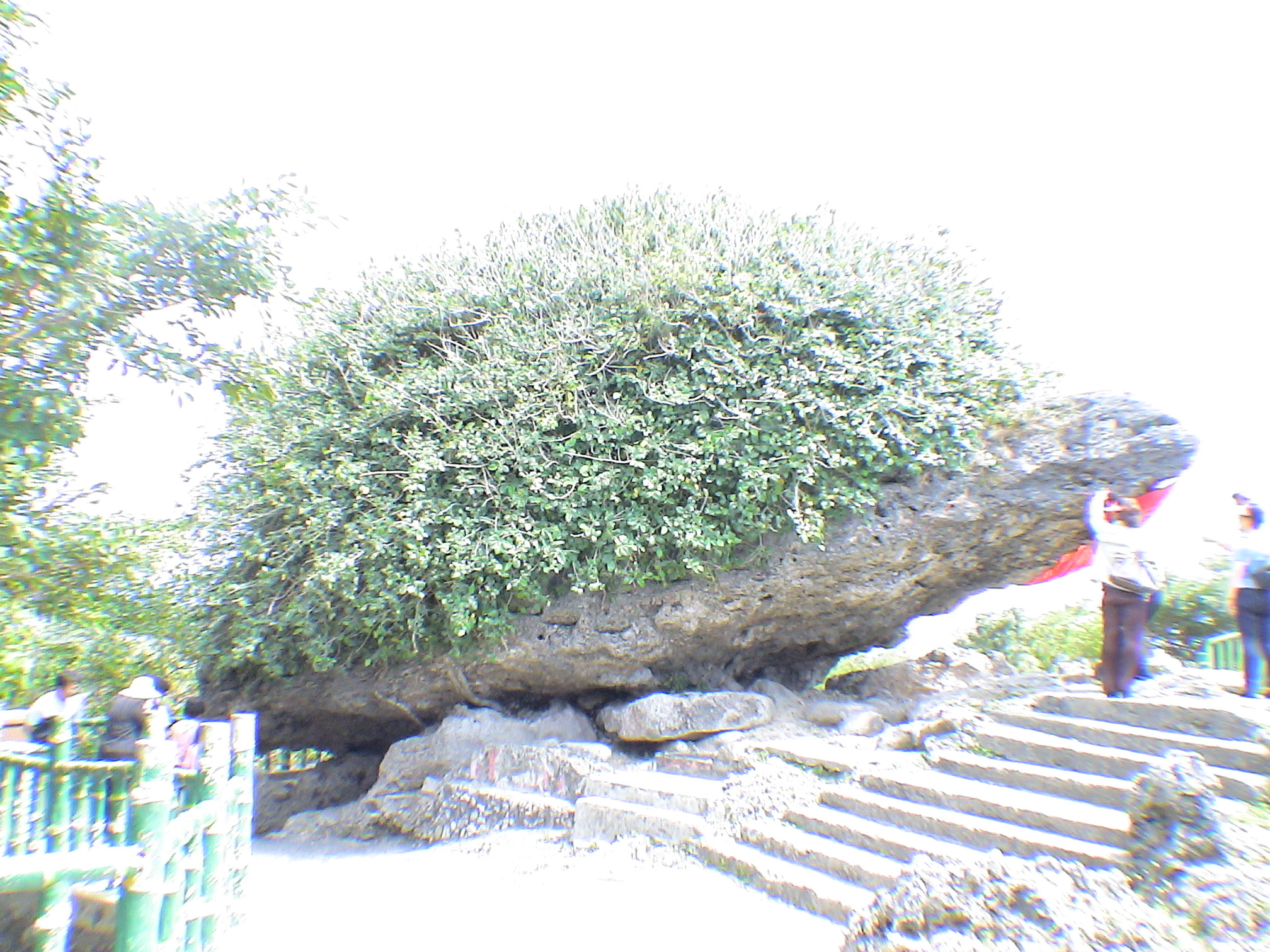
飛来石（福霊亀）

別名を高山巖とも称し、恒春南西部の海抜152mの地点に位置している。恒春半島の西側の岬の高地にあり、隆起した珊瑚礁石灰岩で形成された岩山。眺望にすぐれ台湾海峡を望んでの「関山夕照」は墾丁を代表する風景でもあり、南台湾の名勝のひとつに上げられている場所でもある。
山頂の福徳宮は福徳正神を祀り、百年ほど前に珊瑚礁岩で造られた珍しい廟とされる。福徳宮の前からは墾丁随一の日の入りが見られ、その眺めは絶景とされ、記念撮影に多くの人が訪れる。
飛来石
福徳宮から西側の小道を入ったところにある「飛来石」は、その形から「福霊亀」とも呼ばれる。

#### 白砂湾

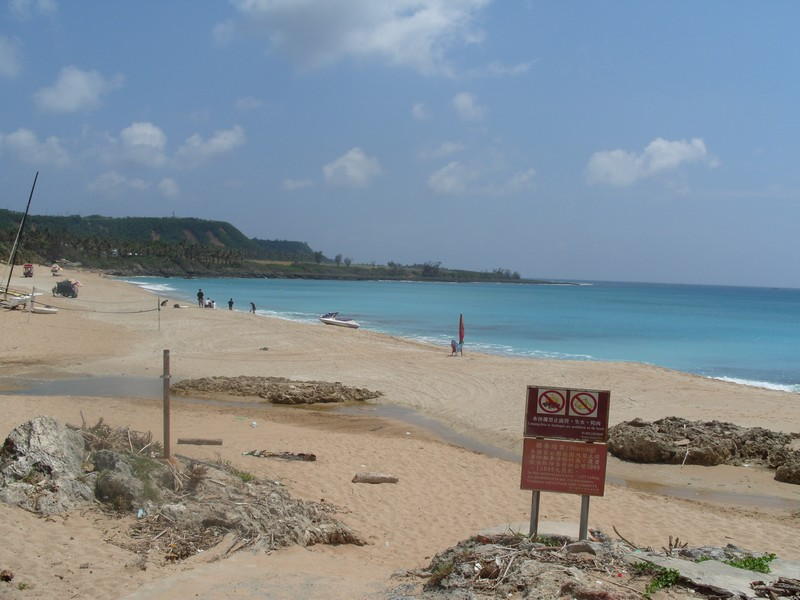
白砂湾

砂島浜は入浜禁止になっているが、白砂湾もその名通り純白な砂浜があり、長さ約400mにも及び、砂島浜と同様に炭酸カルシウム性の化石砂の含有量が87,6%以上にもなる。静かな小港湾で、東側に屏風状の台地があり、海水浴場になっているので砂島浜と遜色ない砂浜を楽しむことが出来る。

### 6.後湾から廣嘴までの海岸線

#### 亀山
墾丁国家公園の西側の入り口から省道26号線を保力付近から県道屏153号線を西に向かい海岸線付近にある亀の甲羅の様な形をしたなだらかな丘陵。山頂からは恒春の縦谷平原をはじめ、保力渓と四重渓の河口や西には台湾海峡が広がる。

##### 国立海洋生物博物館
亀山の西に位置し、後湾に面する台湾で最初の国立海洋生物博物館である。山と水（海や河川）に囲まれた立地環境に建ち、海洋生態環境の保護を主題とし、その具現化のシンボルとして「水」の特性を表現している。博物館地区は35.81haの面積をもち環境保護に配慮し低密度建築開発の方法を選択した。結果、台湾水域館・珊瑚王国館・世界水域という三つの展示館に分かれその間は歩道で結ばれている。周辺緑地とサービス施設（駐車場、旅客サービスセンターなど）は60haで敷地面積は博物館地区とあわせて合計96.81haになる

## 墾丁のイベント

### 墾丁大街

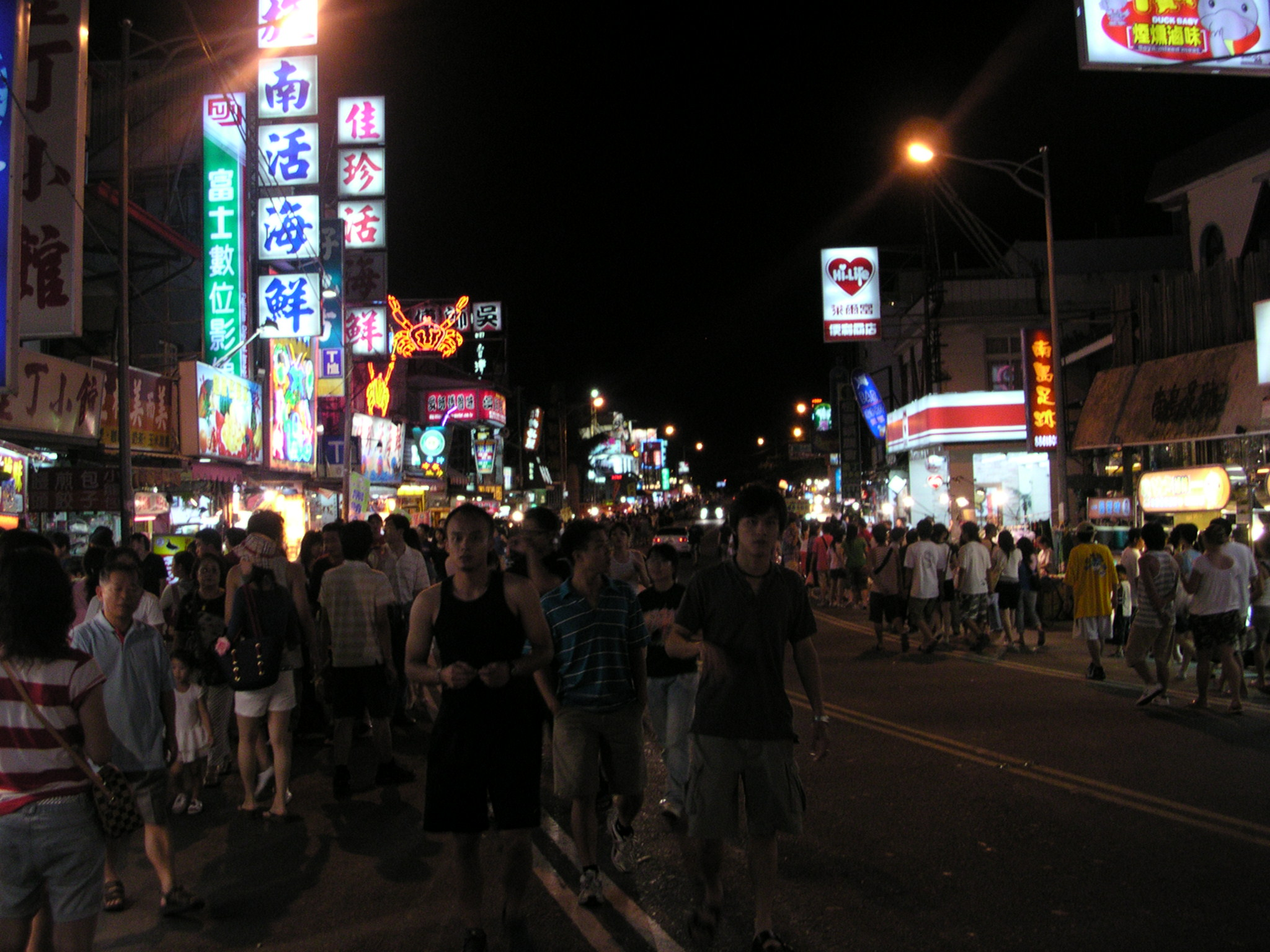
墾丁大街

墾丁大街は墾丁夜市とも俗称され、墾丁エリアで夜を中心に最も賑わう地区である。国立公園内に商圏と夜市が位置する世界でも珍しい地域である。現在は各種宿泊設備、飲食店、水上オートバイや原子力発電所が立地し、光害を初め大気・水質汚染や海水温上昇等、公園内の生態系破壊の元凶となっているが、国家公園成立以前に都市が成立したため政府による立ち退きを行なうことができないでいる。
墾丁大街の範囲は墾丁大湾（夏都沙灘酒店）から墾丁小湾沙灘の間である。沿線には夜間営業のバーやクラブ、屋台等が立ち並び昼夜を問わず水着を身に付けた内外の観光客が行き交い南国リゾート地の賑わいを呈している。昼間には地元の人々が歓談をする場所もあり、観光客からすると少し怖く感じるかもしれないが、とてもフレンドリーな人々が集まっている。また墾丁の宿泊施設が密集し、プライベートビーチを有す夏都沙灘酒店、凱撒飯店や救国団の墾丁青年活動センター等が設けられている。

### 墾丁風鈴季
墾丁で秋から冬にかけて吹く強い颪を利用し、閑散期に観光客を誘致する目的で屏東県政府が始めたイベントである。地域全体が各種風鈴の音色に包まれるが、主催団体の支出問題に加えその効果が不明であるため中止が検討されている。

### 春天吶喊
春天吶喊（Spring Scream、スプリング・スクリーム）は、2名の外国人により開催された野外ロックコンサートとそれに関連するイベントである。毎年4月5日前後の春休み期間に開催され多くの観光客が訪れる。
元来は1970年代にアメリカで行なわれたウッドストック・フェスティバルを参考に行なわれていたが、近年は商業的な入場料を取るコンサートとなり、また付近ではさまざまなパーティーが行なわれその会場内で麻薬が摘発される等の問題点も発生している。
なお、近年、春天吶喊の開催期間と同時に開催される、より商業的で大規模なイベントがあり、春天吶喊の知名度を借りた、故意に混乱させるような宣伝が行われている。そのため、地元台湾のマスコミさえも、どれが春天吶喊なのか区別ができないような状態に陥っている。また、宣伝の結果、観光客は春天吶喊以外のイベントに流れ、春天吶喊は創作系ロックバンドとその熱心な愛好者による、本来の素朴な姿に戻りつつある。

## 交通

### 道路
- バス 
  - 運行・車両 - 鉄道は墾丁地区なく、台南・台東に向けても両方において30kmほど離れており、路線バスと高速バスが庶民の足となっている。ほとんどが四重渓温泉を経て高雄または屏東行きであり、所要時間は高速バスは2時間から2時間30分で、路線バスなら約3時間で高雄に到着する。国光客運、中南客運、高雄客運、屏東客運の共同運行による高速バスが、新左営駅、高雄駅、高雄国際空港から運行されており、特に台湾高速鉄道の新左営駅へは、15分～30分間隔で運行されている。台湾は鉄道もそうであるが、世界の中でも数少ない定刻運行が通常であり、休日のバス運行も特別な事由がなければ定刻運行されている。高速バスは、高速道路を通行する都合上、定員になれば乗車することは出来ない。また高速バスは簡易トイレがある車両もある。
  - 乗車券・時刻表 - 乗車券は停留所の付近の発券所で先払いで購入する。また、悠遊カード、一カー通などのICカードも使用可能。乗車券は乗車時に運転手が左上の角を千切り（ちぎり）降車時に残りの乗車券を渡す方式になっている為、途中下車しても返金されない。高速バス路線では、座席管理の都合上、事前に発券所での乗車券購入が推奨される。また、往復乗車券も購入可能（往復割引あり）。尚、往復する場合は運行会社が同じなら、出発地の発券所にて、目的地から出発地への帰りの時刻表も簡易な紙製の物であるが、要求すれば貰う事が出来る。

- 自動車 - 墾丁地区は台26線に依拠した交通となっており、季節によっては休日は観光客による渋滞が激しい。

### 航空
- 恒春空港は恒春鎮五里亭、墾丁国家公園より自動車で10数分の立地に位置している。2019年現在、定期便の運行は無い。
- 定期旅客路線以外、恒春空港では2006年6月より民間の運営によるヘリコプター遊覧飛行が開始された。

### 鉄道
- 現在は屏東線枋寮駅が墾丁への主要接続駅となっている。
- また恒春線の建設により道路渋滞問題を解決するため、鉄道の計画がなされていたが現在は事実上、計画凍結されている。

## 国家公園の問題

### 不適切な開発
東北の季節風により巻き上げられた砂が、雨季になると雨水により海岸に漂着するという循環により形成された墾丁の海岸風景であるが、現在政府により観光道路が建設され、特に満洲郷では海岸の蜂窩岩を破壊して5m幅の舗装道路が建設され、またその後方に防風林を建設したため、風による砂の堆積作用が妨げられるに至った。また街灯設置により墾丁での夜空が明るくなる光害が発生し、天体観測に影響を与えている。

### 生態系への影響
恒春地区の元来の住民以外に、国家公園指定後多くの観光客を誘致し、また観光業者による開発が進められている。過度な開発は大規模な水質汚染を引き起こし墾丁の珊瑚が死滅し、また観光客による貝の採取により墾丁地区での貝類の減少が指摘されている。また製紙業を計画した台湾塑膠工業により中南米から持ち込まれたイピルイピル（ギンネム）が繁殖し、墾丁の在来種の生態系にも影響を与えている。この他中心地である墾丁大街に密集するホテルやレストランによる排水、水上オートバイの流行や台湾電力の南部展示館の建設など、墾丁の生態系を脅かす要素が数多く存在している。

### 原子力発電所
台湾電力第三原子力発電所（第三核能發電廠、核三廠）から排出される高温の冷却水により珊瑚が白化、死亡する現象が報告されている。

### 危機事件
2001年、ギリシャ船籍のアマルガス号(AMORGOS)が墾丁外洋で座礁し、燃料の重油が漏れる事故を起こした。流出した重油は龍坑海岸に漂着し生態系を著しく破壊し、その復元には1世紀を要するとも言われている。詳細はアマルガス号事件の項目を参照。

## 参考資料
1. 屏東県政府ホームページ
2. 墾丁国家公園生物データーベース http://bio.ktnp.gov.tw/